# كيفن بويل (أكاديمي)
كيفن بويل (بالإنجليزية: Kevin Boyle)‏ هو أكاديمي بريطاني وإيراني، ولد في 23 مايو 1943، وتوفي في 25 ديسمبر 2010.